# Sprzężnice
Sprzężnice (Zygnematophyceae, Zygnemophyceae, Zygnemaphyceae, a także Conjugatae, Conjugatophyceae, Gamophyta) – klasa glonów z gromady ramienic (Charophyta). Jej pozycja systematyczna przez różnych autorów bywa jednak ujmowana inaczej, w szczególności bywa włączana do zielenic. Spośród innych roślin wyróżniają się procesem płciowym – koniugacją.
Występują w postaci pojedynczych komórek, często z nadającym symetrię przewężeniem, lub wielokomórkowych nici. Jądro komórkowe położone jest zwykle centralnie. Chromatofory o różnych kształtach i różnym położeniu, zawierają chlorofil a i b oraz karotenoidy, skrobia odkładana w pirenoidach. Brak pływek.
Rozmnażanie bezpłciowe przez podział poprzeczny komórki, u gatunków z wcięciem – w jego miejscu. W rozmnażaniu płciowym rolę gamet pełnią całe protoplasty. Nieorzęsione, amebowate komórki wypełzają ze ściany komórkowej i kopulują na zewnętrzu w galaretowatej otoczce, wewnątrz specjalnego kanału kopulacyjnego lub w obrębie ściany komórkowej jednej z komórek. Zlanie to określane jest jako koniugacja. Diploidalna zygota (zygospora) szybko przechodzi mejozę i nowy organizm jest haplontem.
Występują wyłącznie w wodach słodkich (także na wilgotnych powierzchniach lądowych). Znane jest ponad 4000 gatunków.

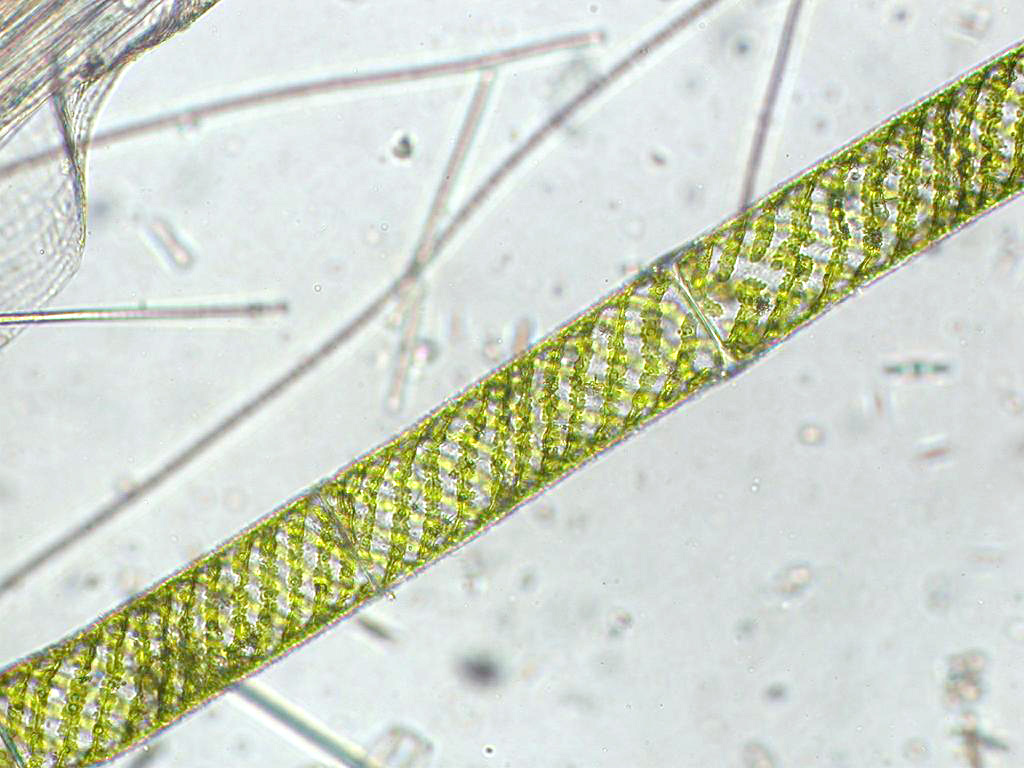
skrętnica

## Systematyka
Tradycyjnie dzielone są na dwie grupy, najczęściej w randze rzędu:
- Zygnemales (Zygnematales) – podłużne komórki zbierające się w nicie
- Desmidiales (desmidie) – wielokątne lub okrągłe komórki, zwykle z przewężeniem, pojedyncze lub tworzące nici

Zygnemales dzieli się na następujące rodziny:
- Gonatozygaceae
- Mesoteniaceae
- Zygnemaceae (z przedstawicielami takimi jak skrętnica (Spirogyra), zrostnica (Zygnema) i mużocja (Mougeotia))

Desmidiales bywają uznawane za tożsame z rodziną Desmidiaceae (z przedstawicielami takimi jak nowik).
Czasem jednak desmidie są włączane do rzędu Zygnematales i dzielone na równorzędne jednostki (najczęściej rodziny): Desmidiaceae, Closteriaceae i Peniaceae.
Z kolei inne współczesne badania filogenetyczne oparte na danych molekularnych do rzędu Desmidiales włączają monofiletyczne rodziny Closteriaceae i Gonatozygaceae oraz rodziny Desmidiaceae i Peniaceae, których monofiletyzm jest mniej pewny oraz podważają monofiletyzm licznych rodzajów z rzędu Zygnematales (z wyj. rodzajów mużocja, sprzężnica i skrętnica).
Obecnie sprzężnice zaliczane są do szeroko rozumianych ramienic, w niektórych systemach jednak zaliczane są do zielenic jako grupa równoważna ramienicom i kilku innym grupom albo wydzielane jako zupełnie odrębna grupa, równoważna ramienicom i pozostałym zielenicom.
W różnych systemach mogą też występować inne rangi jednostek taksonomicznych, np. sprzężnice bywają uznawane za rząd w klasie ramienicowych.